# Eldred contra Ashcroft

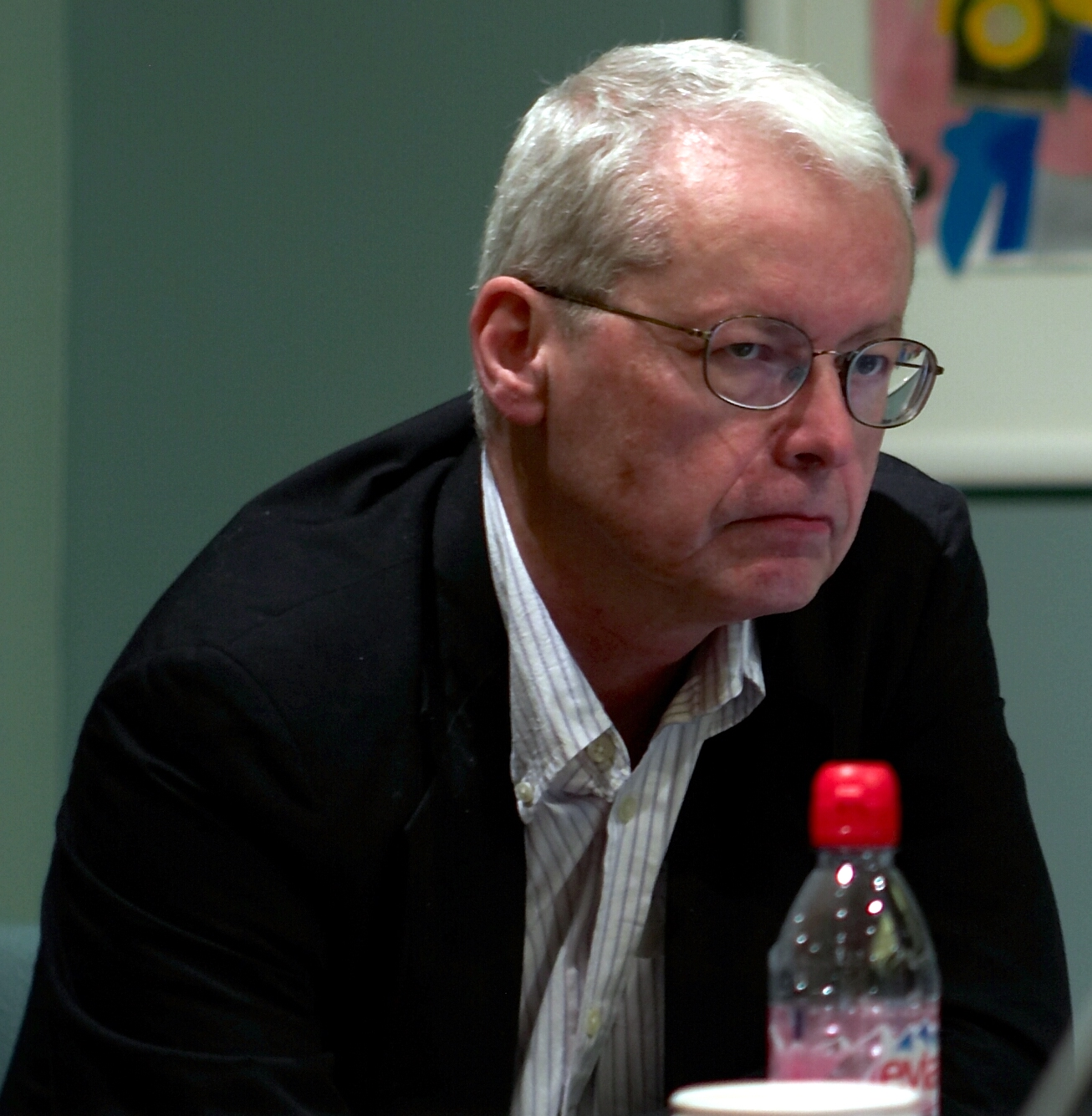
Eric Eldred

Eldred contra Ashcroft va ser una decisió del Tribunal Suprem dels Estats Units que va confirmar la constitucionalitat de la Copyright Term Extension Act (CTEA) de 1998 amb el resultat d'evitar que diverses obres entressin al domini públic el 1998 i els anys següents, tal com s'hauria produït en virtut de la Copyright Act of 1976. Els materials amb els quals havien treballat els demandants i que estaven disposats a publicar-los ja no estaven disponibles. a restriccions de copyright.
L'editor d'Internet, Eric Eldred, va ser el peticionari principal i se li va sumar un grup d'interessos comercials i no comercials que van confiar en el domini públic per a la seva tasca (incloses Dover Publications) i molts amics, inclosa la Free Software Foundation, l'American Association of Law Libraries. Eldred estava representat per Lawrence Lessig i un equip del Berkman Center for Internet and Society. Van donar suport a la llei, els procuradors generals dels Estats Units, Janet Reno i John Ashcroft, juntament la Motion Picture Association of America, la Recording Industry Association of America, ASCAP i Broadcast Music Incorporated.